# Каунаський автобусний завод
Каунаський автобусний завод, КАГ (лит. Kauno autobusų gamykla, KAG) — нині неіснуюче підприємство з виробництва автобусів у Каунасі, Литва.

## Історія

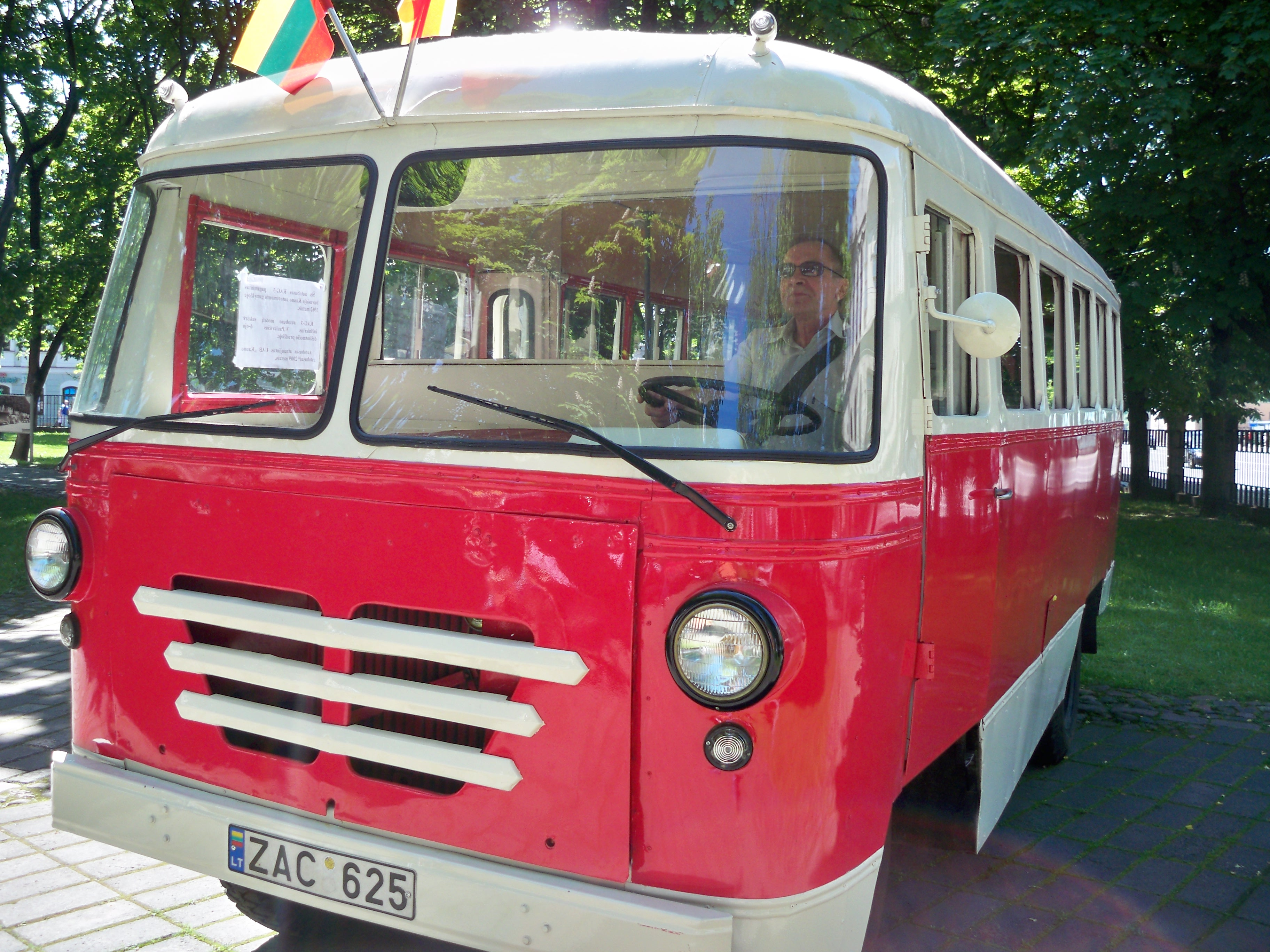
KAG-3 спереду

Перші кузови для автобусів на основі шасі американських марок — Ford, Chevrolet, Autocar тощо — почали збирати в Каунасі, колишній столиці Литви міжвоєнного періоду, ще в 1930-ті роки. Спочатку вони були невеликі й примітивні, але поступово ставали дедалі сучаснішими та комфортнішими. Наприкінці десятиліття виготовлялися автобуси вагонного типу на основі німецьких вживаних шасі Mercedes-Benz з дизельним двигуном. Роботи в основному проводилися на двох підприємствах, на основі яких згодом і виник Каунаський автобусний завод: у майстернях «Акціонерного товариства литовців Америки» на вулиці Кястуче (лит. Kęstučio) і в майстернях Автобусного парку в каунаському районі Шанці (лит. Šančiai).
Після закінченні Другої світової війни в Литві практично не залишилося діючих автобусів. Для перевезення пасажирів використовувалися переобладнані вантажівки (так звані «барбухайки») і відремонтовані автобуси вермахту, кинуті військами. Крім того, здійснювалися «експедиції» до окупованої Східної Пруссії, де вдалося знайти і після ремонту випустити на маршрути ще кілька німецьких автобусів.
Після декількох років виникла можливість поставок нових радянських шасі, і в націоналізованих майстеренях на вулиці Кястуче, які отримали назву «Каунаський авторемонтний завод» (лит. Kauno autoremonto gamykla, скорочено KAG), знову почалося виробництво автобусів. Автобуси, вироблені в перші повоєнні роки, мали індекс «Л-1», це була місцева модифікація ленінградської моделі автобуса з тією ж назвою.
Поступово виробництво було перенесено з центру міста до нового цеху біля автобусного парку в Шанцах.
У середині 1950-х була створена модель автобуса KAG-3. На подовженому спереду і позаду шасі вантажівки ГАЗ-51 був встановлений каркас з ясеня та бука, зовні обшитий бляхою, а зсередини — багатошаровою темно-коричневою авіаційною фанерою. У салоні було 23 сидячих і 7 стоячих місць.
Крім базового варіанту, був освоєний ряд інших модифікацій: вантажний фургон KAG-31, хлібний фургон KAG-32, автомобіль техдопомоги KAG-33, автомобіль для саперної служби KAG-34, автомобіль побутового обслуговування KAG-317. Дерев'яна конструкція каркаса забезпечила постачання автобуса до республік Закавказзя — при експлуатації на нерівних дорогах такий каркас був більш міцним, ніж металеві збірні чи клепані каркаси.
У 1957 році група конструкторів почала проєктувати автобус з повністю металевим кузовом на шасі KAG-51. Через два роки такий автобус, що отримав індекс KAG-4, був представлений на традиційній сільськогосподарській виставці в Каунасі. Було вироблено два екземпляра моделі пасажирського автобуса та один вантажний фургон KAG-41. Перший автобус був переданий Каунаському автобусному парку для випробувальної експлуатації, дві інші машини були відправлені до Москви і протягом декількох років були виставлені на ВДНГ біля павільйону Литовської РСР.
На початку 1960-х років завод був перенесений у нові корпуси в каунаському районі Алексотас, а в старих приміщеннях розмістилися підрозділи Каунаського автобусного парку. Після ряду серйозних аварій за участю автобусів KAG, в яких постраждало чимало людей, їх виробництво було обмежено, припинено експлуатацію на міських і районних пасажирських лініях. Проте автобуси і далі експлуатувалися для службових перевезень. Частина автобусів була перетворена на спеціальні фургони.

## Моделі KAG

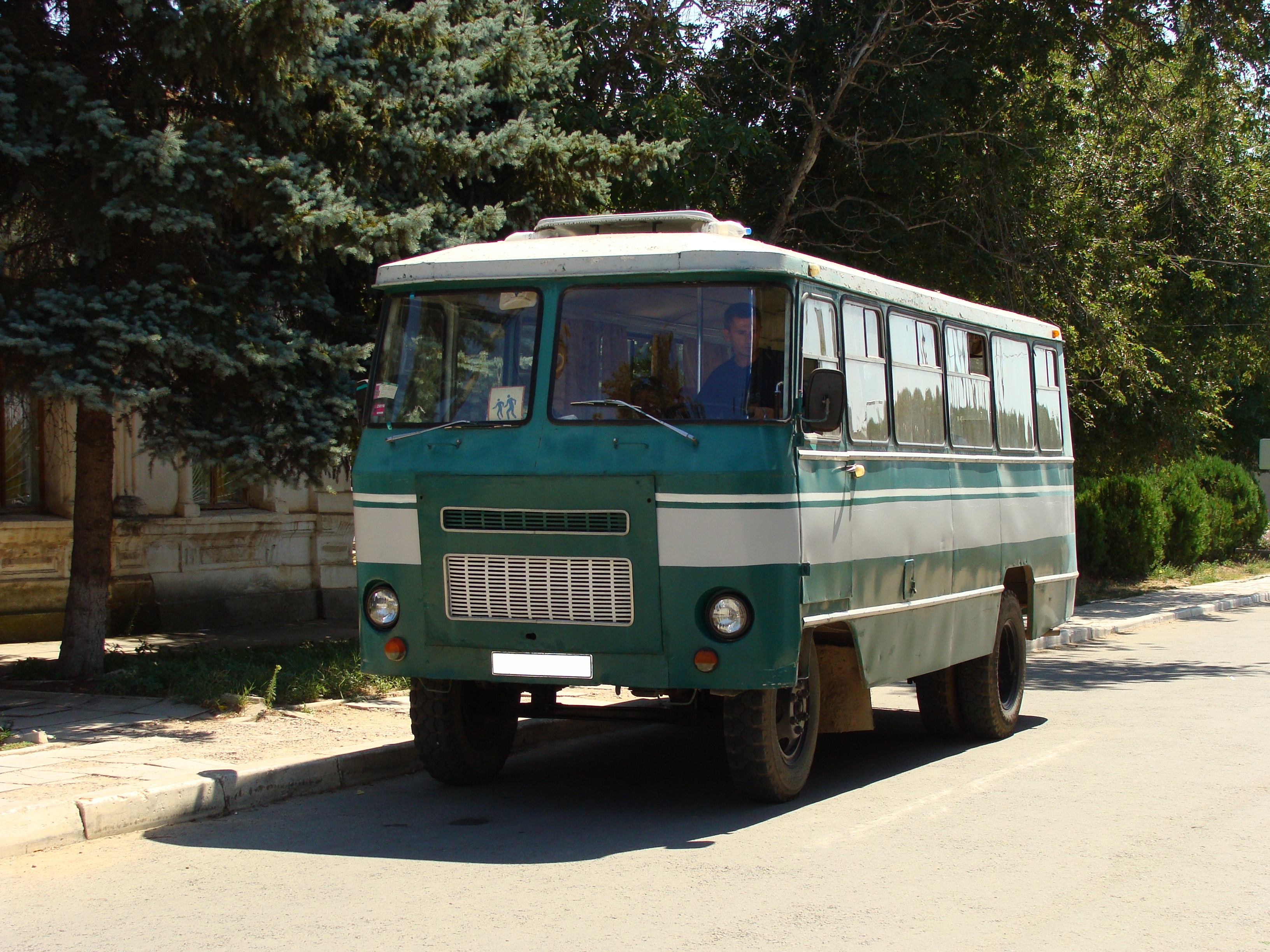
KAG-1

- KAG-1 — 19-місний автобус, сконструйований на базі ГАЗ-51.
- KAG-3 — 23 (+7 стоячих) - місний автобус, сконструйований на основі ГАЗ-51.
- KAG-31 — вантажний фургон на основі KAG-3.
- KAG-32 — хлібний фургон на основі KAG-3.
- KAG-33 — автомобіль техдопомоги на основі KAG-3.
- KAG34 — автомобіль саперної служби на основі KAG-3.
- KAG-317 — автомобіль побутового обслуговування на основі KAG-3.
- KAG-4 — 24-місний експериментальний приміський автобус, випущений у 1959 році в кількості двох примірників.
- KAG-41 — вантажний фургон, сконструйований на основі KAG-4, виготовлений у 1959 році в єдиному екземплярі.